# Länsstyrelsen i Hallands län

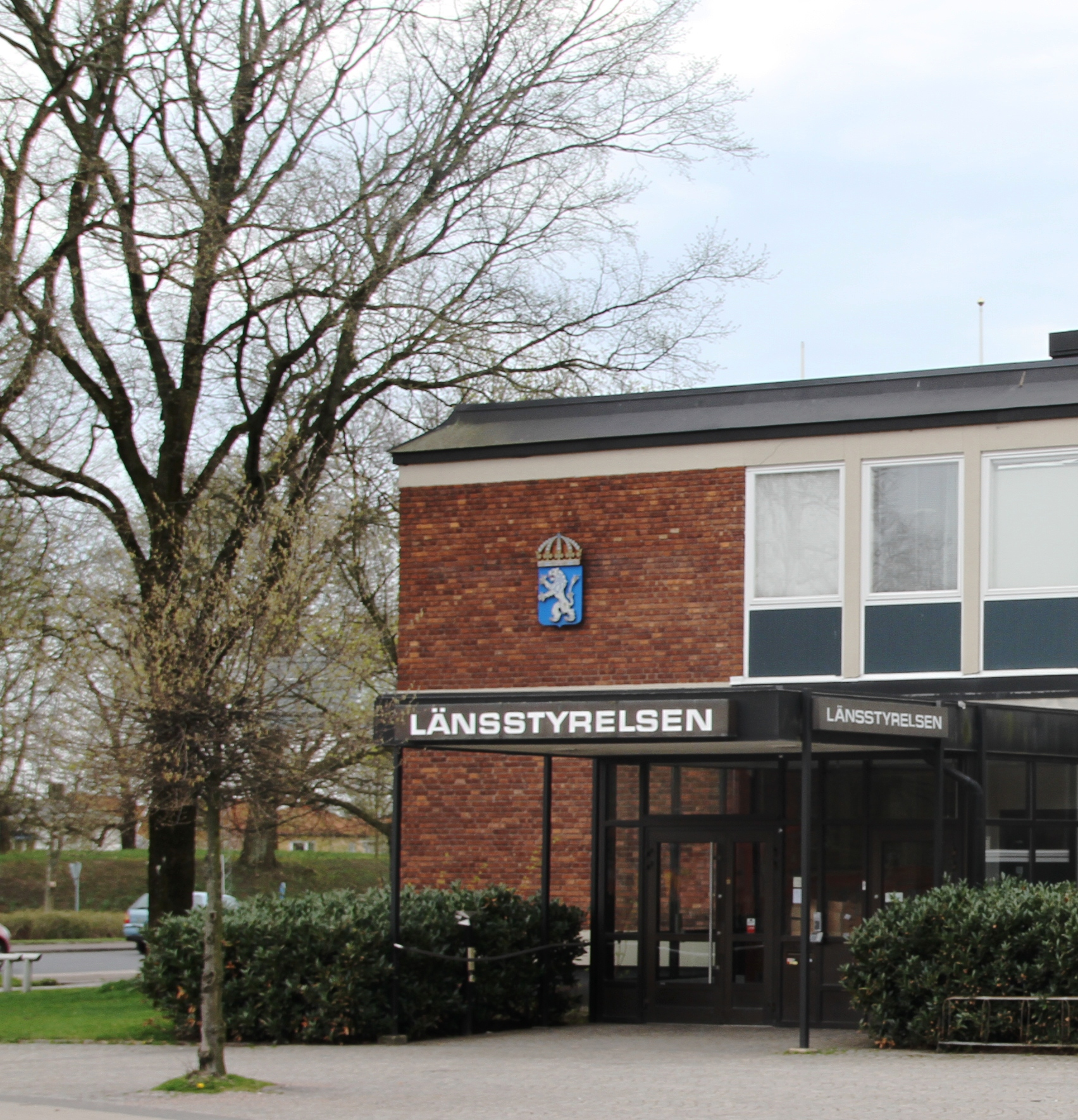
Länsstyrelsens kanslibyggnad vid Slottsgatan 2 i Halmstad

Länsstyrelsen i Hallands län är en statlig myndighet med kansli i Halmstad. Länsstyrelsen ansvarar för den statliga förvaltningen i länet. 
Länsstyrelsens chef är landshövdingen, som utses av Sveriges regering.
Länsstyrelsen i Hallands län har cirka 220 anställda (2024). 